# Granja de Rocamora (kommunhuvudort)
Granja de Rocamora är en kommunhuvudort i Spanien.   Den ligger i provinsen Provincia de Alicante och regionen Valencia, i den sydöstra delen av landet, 400 km sydost om huvudstaden Madrid. Granja de Rocamora ligger 20 meter över havet och antalet invånare är 2 117.
Terrängen runt Granja de Rocamora är platt åt nordost, men åt sydväst är den kuperad. Runt Granja de Rocamora är det tätbefolkat, med 493 invånare per kvadratkilometer. Närmaste större samhälle är Orihuela, 8,7 km sydväst om Granja de Rocamora. Trakten runt Granja de Rocamora består till största delen av jordbruksmark.